# Östen Warnerbring

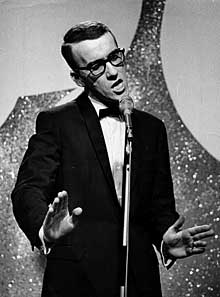
Östen Warnerbring cantando em 1962

Östen Warnerbring (Malmö, 22 de novembro de 1932 – San Agustin, Ilhas Canárias, Espanha, 18 de janeiro de 2006) foi um cantor, músico, compositor e letrista sueco que compôs músicas de vários géneros. Ele iniciou-se no mundo da música como músico de jazz, mas passados os anos, ele obteve grande sucesso tanto na área da música popular, como cantor de poesia sueca. Nos anos 70 foi o primeiro artista sueco a usar o  antigo sotaque da província da Escânia, no sul da Suécia, enquanto cantava. Ele representou a Suécia no Festival Eurovisão da Canção 1967 com  a canção Som en dröm.

## Participações noMelodifestivalen
Warnerbring participou por diversas vezes no Melodifestivalen. Em 1959, participou com a canção  "Kungsgatans blues" que terminou me quarto lugar. Em 1960, tentou novamente, e se bem que tenha ganho a competição com o tema "Alla andra får varann", o certo é que a televisão sueca SR decidiu enviar Siw Malmkvist ao Festival Eurovisão da Canção 1960. Warnerbring cantou duas canções na final de 1962: Lolo Lolita terminou em quarto e "Trollen ska trivas" em sexto. 
Depois da vitória obtida em 1967, defendeu o título logo no anos seguinte 1968 com Svante Thuresson e obtiveram o quinto lugar com "Här kommar pojkar". Em 1972, participou novamente, terminando em segundo lugar com o tema  "Så’n e’ du så’n e’ jag", com sete pontos menos que a banda vencedora  Family Four. Em 1974, participou com a canção "En mysig vals" , que foi onde obteve a pior classificação: décimo e último lugar. 

## Discografia
- 1965 – En gång i livet
- 1966 – En röd blomma till en blond flicka
- 1967 – Östen sjunger Edvard Persson
- 1969 – Du gör livet till en sång
- 1970 – Östen, Ernst-Hugo och Cornelis på Börsen
- 1971 – Tio låtar och en soffa
- 1972 – Sån é du, sån é jag
- 1972 – Skåne
- 1974 – Något om…
- 1976 – Östen Warnerbring
- 1977 – Östens smörrebröd
- 1978 – Jag bor vid ett rastställe
- 1978 – Jonglören
- 1980 – Glenn Miller har störtat!
- 1984 – Närmare
- 1986 – Att stå på en scen
- 1991 – Om himlen och Österlen
- 1998 – Östens bästa (compilação)
- 2001 – Musik vi minns (compilação)
- 2003 – Piraten, Bombi Bitt och jag